# La venganza del doctor Mabuse
La venganza del doctor Mabuse è un film del 1971 diretto da Jesús Franco.
Film horror girato tra Alicante, Murcia e Barcellona. Prodotto in Germania da Artur Brauner con una partecipazione di capitali spagnoli, il titolo tedesco doveva essere Der Mann der sich Mabuse nannte ma fu distribuito inizialmente solo in Spagna, con il titolo La venganza del doctor Mabuse, e non uscì mai nelle sale cinematografiche della Germania, dove fu trasmesso in televisione con il nuovo titolo Dr. M schlägt zu.
Il titolo suggerisce che si tratti di un sequel dei film che Fritz Lang dedicò, a partire dagli anni venti alla figura dello scienziato pazzo dottor Mabuse. In realtà, tuttavia, il collegamento è labile e Franco vi adattò la sceneggiatura di uno dei suoi primi film, Il diabolico dottor Satana, di cui il suo Mabuse può considerarsi una sorta di remake.
La versione trasmessa dalla televisione tedesca (Dr. M schlägt zu) dura 75'. Quella spagnola uscita su VHS dura 72' (Panorama) o 64' (Divisa Ediciones). In Italia, il film è stato trasmesso in spagnolo con sottotitoli italiani su Fuori orario (Raitre), nella versione breve della Divisa. All'esistenza di una versione integrale spagnola di 88' accenna Alain Petit nei suoi Manacoa Files.
La colonna sonora riprende in buona parte quella che Martin Böttcher aveva composto per Il fantasma di Soho (1964), film prodotto dallo stesso Brauner. Parte della musica fu utilizzata da Franco anche in Allarme a Scotland Yard: 6 omicidi senza assassino!, girato nello stesso anno.

## Trama
Il Professor Farkas studia alcuni frammenti di pietre lunari, rubate all'Istituto Nazionale di Ricerche, allo scopo di realizzare un raggio laser che possa condizionare a distanza la volontà delle persone. Per giungere al risultato, usa come cavie alcune ragazze che ha fatto rapire da Andros, un essere mostruoso ma fidato (sul modello del servitore deforme dello scienziato pazzo). Il Professore le sceglie fra anonime ballerine di dozzinali locali notturni affinché nessuno si accorga della scomparsa di giovani donne, ma tali sparizioni giungono comunque all'attenzione dell'ispettore Thomas, che, con la collaborazione di una spogliarellista scampata al rapimento e testimone dell'omicidio di un'amica, riesce a scoprire la verità: Farkas non è che il geniale Dottor Mabuse, il folle criminale assetato di potere assoluto, discendente del primo Dottor Mabuse.